# 梶哲次
梶哲次（かじてつじ 1904年8月24日 - 1934年5月12日）は昭和初期のの社会運動家、農民運動家、日本共産党員。富山県で農民運動を指導した後上京し、日本共産党中央委員会の農民部員として活動した。梶哲二の表記もある。

## 生涯

### 出生
富山県西礪波郡立野村（現高岡市）で商家の次男として生まれる。1922年旧制高岡中学（現富山県立高岡高等学校）を卒業すると、伯父を頼りに上京、川崎銀行に就職した。しかし、向学心を捨てきれず、1923年に青山学院に入学する。翌1924年、学生連合会参加組織「社会思想研究会」が学校に公認されるとこれに加わる。このころから社会主義者であり、弟の謙三が哲次の寄宿舎を訪ねた際、押入れを本棚にし、マルクスの肖像が飾ってあった。そして翌1925年、梶は軍事教練に反対して退学処分を受けた。そんな梶を心配した同大の武藤健教授の斡旋で高橋亀吉の高橋経済研究所に入ったが、1926年頃結核に罹患し、療養のために生家へ戻った。
療養生活中、1928年には唯一の著作であるケインズ著『金解禁と国民経済』を翻訳出版した。その一方、高橋への書簡で、自分は研究所に戻る意志がないこと、実践活動に専念する意志があることを表明している。

### 全農の活動
療養中、梶は自村の小作人と交流して彼らの窮状を目の当たりにし、農民運動に関心を寄せていく。1929年春、立野村の小作農古川清太郎を支部長にして全国農民組合（全農）立野支部を結成した。そして8月には中央常任委員の前川正一を招き、立野支部を中心に富山市の大津正夫、高岡市の萩原貞一ら前年に解散した労働農民党の元メンバーの協力も得て全農富山県支部組織準備委員会を結成し、組織の全県化を図った。また、12月には激しい争議が行われていた上新川郡大沢野村（現富山市）の小作人山崎友則らの全農大沢野村支部の結成を助け、以後、同村での争議を指導する。
1930年1月第一ラミー紡績で第２争議が発生すると、大津らの要請にこたえて無産団体協議会の結成に参加し、全農組合員の動員して争議を支援した。しかし、協議会の運動方針を社会民主主義路線に組み込みたい大津、萩原らとの対立が、第17回衆議院議員総選挙で両氏が社会大衆党候補の支援を画策したことで表面化し、全農の山崎友則らと連名で声明書を発表して両氏を糾弾、排除した。また、夏ごろには全農県連の活動家の間に全農富山県連戦闘化同盟が結成され、合法主義の排除姿勢が鮮明となった。
その間、同年4月には立野村の自宅に『第二無産者新聞』支局を設置し、日本共産青年同盟（共青）機関紙『無産青年』とともに全農組合員に配布する体制を作り、5月には全農富山県連が確立した。梶は古川清太郎を委員長に据え、自身は常任委員として運動を指導した。
1930年8月、全農講習会に講師として参加するが特高の拘束された。その後、釈放されるが同年10月には『第二無産者新聞』『無産青年』の配布を理由に検挙、12月に富山県で初の治安維持法違反で起訴され、未決収監された。翌31年4月仮釈放されるも、5月のメーデーに参加し再び逮捕され、大沢野村支部婦人部の奪還闘争で釈放されたこともあった。

### 上京・地下活動・死
1931年8月26日、日本共産党富山県委員会の設立に参画したが、党中央は梶に逮捕状が出ていることを配慮し、県委員会の要職を避け中央委員会農民部での専従を指示している。同月末上京した。
梶の上京後、1931年9月10日の全農富山県連支部代表者会議で、10月4日の富山県議選挙に、逮捕状が出ており立候補もできない梶哲次に投票を集中させることが決定され、日本共産党富山県委員会も活動した。その結果、投票日には「梶哲次票」が200余票投ぜられた。
梶は上京しておよそ3か月で、知人の紹介で知り合った保母の井手ナホと結婚している。その後、守屋典郎とともに「32年テーゼ」に沿った農民綱領の作成にあたるが、1933年3月、岩田宙造法律事務所で張り込みの特高に捕まり検挙、保釈中であったこともあり直ちに豊多摩刑務所に収監された。しかし、取り調べ中に吐血し、病状が悪化したため市ヶ谷刑務所の既決病監に収容された。その後、回復せず、1934年5月11日危篤の状態で保釈され、夫人の井手ナホのアパートで翌12日午後0時15分に死を遂げた。享年29歳9か月であった。

## 著作
訳 ケインズ著『金解禁と国民経済』（1928年6月15日 二酉社二酉名著刊行会刊）

## 関連文献
1. ↑  山岸一章『革命と青春 日本共産党員の群像』新日本出版社、1970年8月30日、114頁。
2. ↑  山岸一章『革命と青春 日本共産党員の群像』新日本出版社、1970年8月30日、113－115頁。
3. ↑  山岸一章『革命と青春 日本共産党員の群像』新日本出版社、1970年8月30日、115頁。
4. ↑  内山弘正『富山県戦前社会運動史』日中出版、1983年12月31日、254頁。
5. ↑  山岸一章『革命と青春 日本共産党員の群像』新日本出版社、1970年8月30日、119頁。
6. ↑  内山弘正『富山県戦前社会運動史』日中出版、1983年12月31日、321-322頁。
7. ↑  山岸一章『革命と青春 日本共産党員の群像』新日本出版社、1970年8月30日、132-133頁。